# Demografia da Região Sul do Brasil
A Demografia da Região Sul do Brasil é um domínio de estudos e conhecimentos sobre as características demográficas do território sul-brasileiro.

## Colonizadores

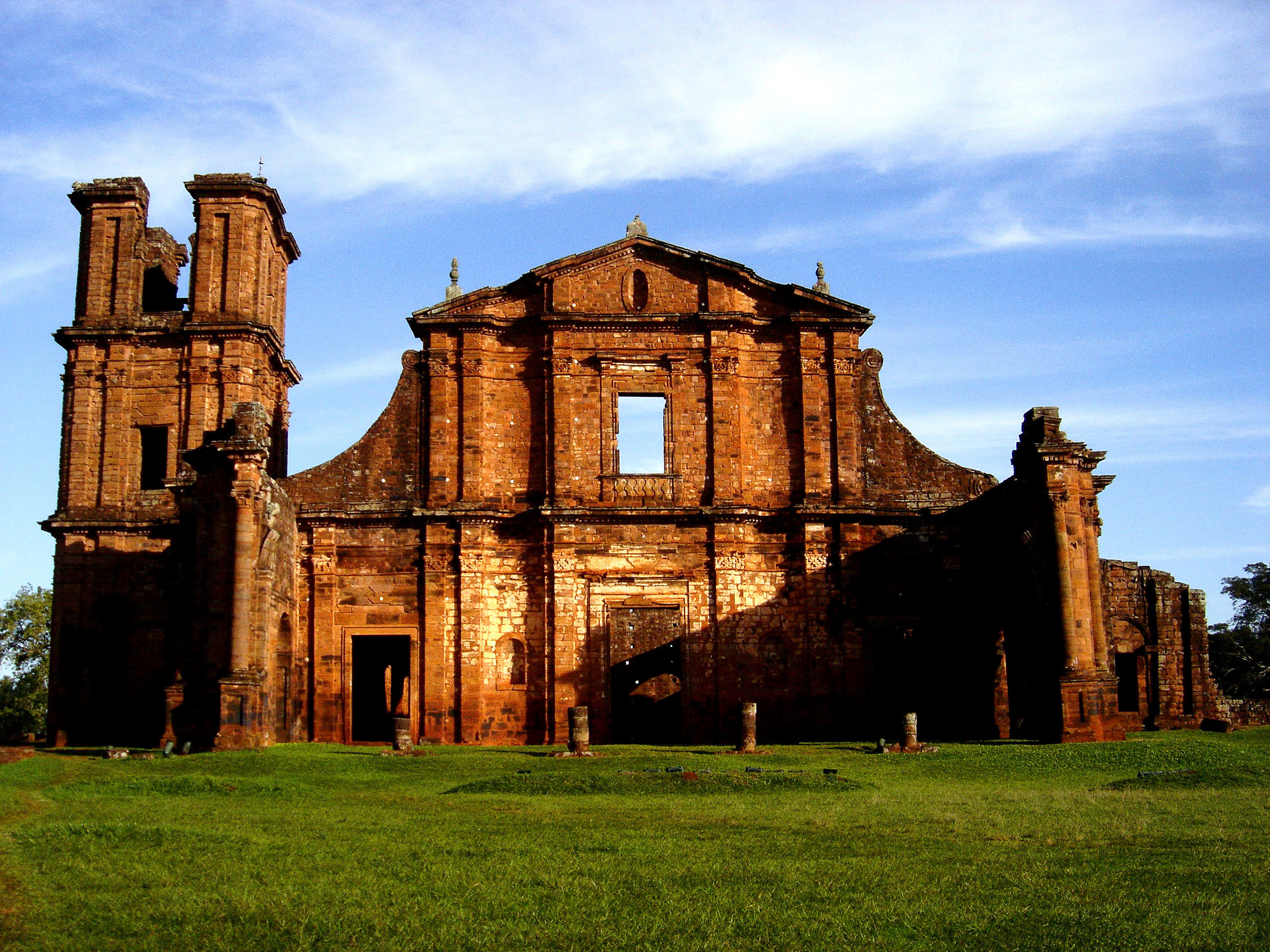
Ruínas de São Miguel das Missões. As missões jesuíticas instaladas no sudoeste da Região Sul do Brasil, foram importantes historicamente, embora tenham sido inteiramente arrasadas durante o século XVII.

Como objetivo de catequizar os indígenas, jesuítas espanhóis fundaram várias missões no território do atual Rio Grande do Sul. Essas missões, cuja economia tinha como atividade a dependência da pecuária e da agricultura, sofreram posteriormente seguidas invasões de bandeirantes paulistas, que aprisionavam os índios para vendê-los como escravos. A destruição das missões espalhou pelo pampa os animais criados pelos missionários. A partir do século XVIII, esse gado passou a ser disputado por portugueses e espanhóis que habitavam a bacia do rio Paraná. Essa luta desencadeou a disputa pela posse da terra, o que motivou a formação de grandes latifúndios.

## Imigração no Sul do Brasil

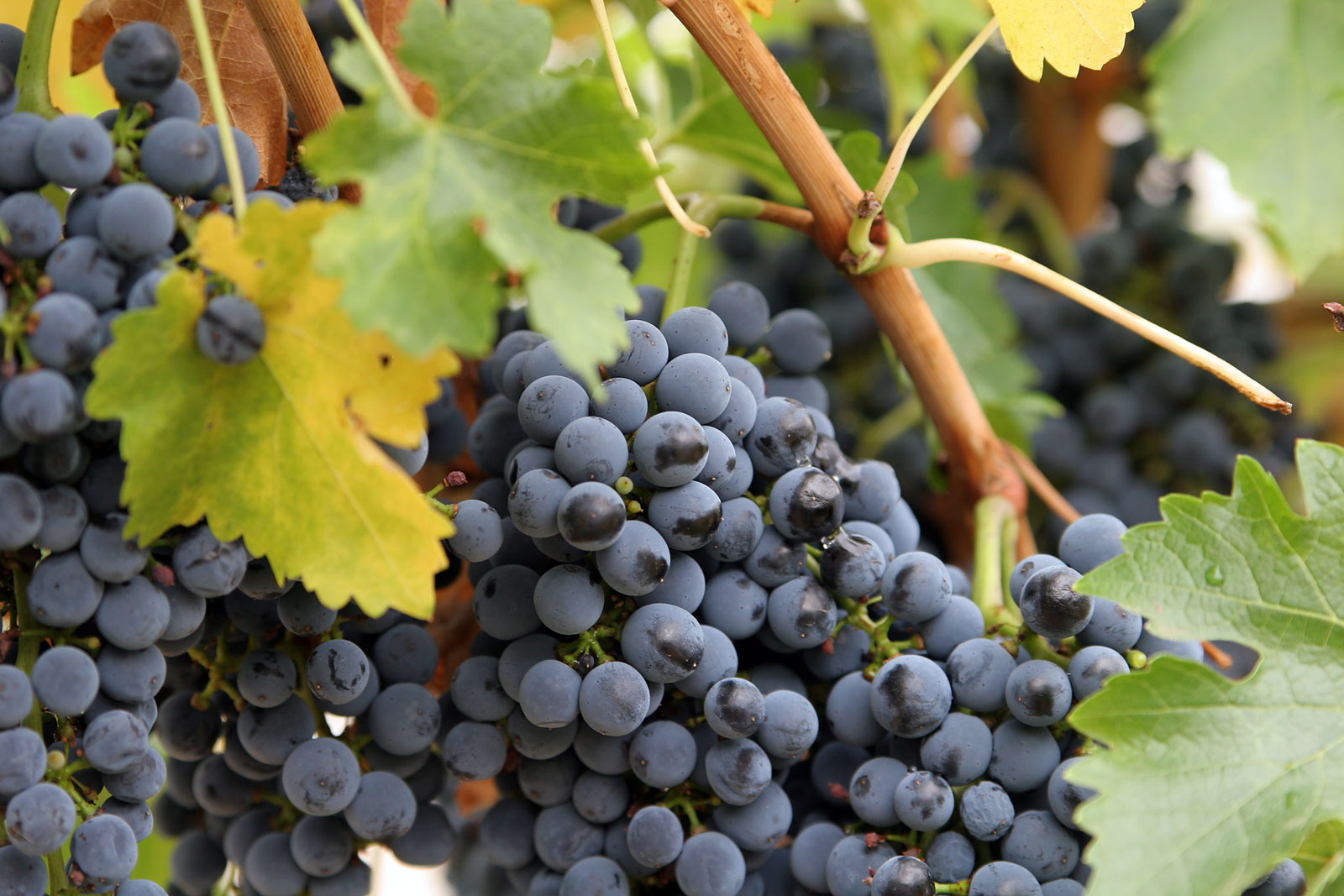
A plantação de uvas e a fabricação de vinhos no Brasil são, por exemplo, características economicamente marcantes da colonização italiana na Serra Gaúcha.

Os alemães estabeleceram-se principalmente no norte de Santa Catarina, na região metropolitana de Curitiba, norte e oeste do Paraná, no Vale do rio Itajaí e no vale do rio dos Sinos. Os italianos ocuparam principalmente a serra gaúcha e Sul catarinense, onde introduziram o cultivo da uva e a produção de vinho. Colonizadores de outros países tais como russos, poloneses, ucranianos, e outros grupos imigrantes fixavam-se no oeste de Santa Catarina, no Paraná e em outros lugares da região.
A ocupação da Região Sul seria completada como a colonização açoriana (portugueses) ao longo do litoral, incluindo destaque para a ilha de Santa Catarina, onde se localiza Florianópolis, e para Porto Alegre. A segunda iniciou-se na primeira metade do século XIX, com a chegada de imigrantes alemães, italianos e em menor número, russos, poloneses, ucranianos, estadunidenses e outros. Os imigrantes colonizaram os planaltos, deixando a marca de seus costumes no estilo das residências, no idioma e na culinária. Foram responsáveis também pela introdução da policultura e do sistema de pequenas propriedades. É por esse motivo que o Sul é a região brasileira que possui maior percentual de minifúndios em sua estrutura fundiária.
| Grupos étnicos (2006) | Grupos étnicos (2006) |
| --------------------- | --------------------- |
| Branca                | 79,6%                 |
| Parda                 | 16%                   |
| Preta                 | 3,6%                  |
| Indígena e amarela    | 0,7%                  |

A maioria dos habitantes da Região Sul se declara "branca", 79,6% da população. Alguns fatores contribuíram para a concentração da imigração européia no Sul, começando pelo meio natural, como o clima subtropical, razoavelmente temperado. Ademais, motivos históricos também estimularam essa concentração: no período imperial, houve necessidade de garantir a posse de terras do Sul, uma vez que era uma região com menos habitantes; também com o processo da abolição da escravatura, incentivou-se a entrada de mão-de-obra imigrante; no século XX, a Primeira Guerra Mundial (1914-1918) e a Segunda Guerra Mundial (1939-1945),  levaram para o Brasil milhares de europeus que fugiam, principalmente, dos conflitos e da perseguição nazista. No fim da Guerra, muitos oficiais nazistas também fugiram para o Sul do Brasil.
Como no resto do Brasil, contudo, e de fato, a população no geral apresenta ancestralidades europeia, indígena e africana, "brancos", "pardos" e "negros", conforme revela a genética.  Esse estudo genético de 2011 também constatou que do ponto de vista da ancestralidade as diferenças entre as regiões do Brasil são menores do que muitos pensavam. 

## Distribuição populacional

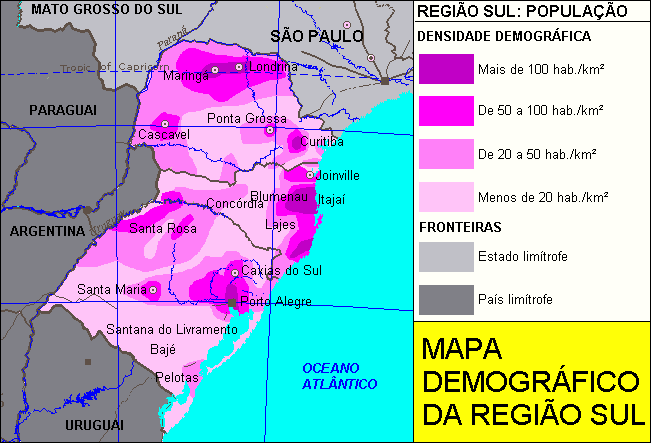
O litoral é a parte da Região Sul que apresenta as mais elevadas densidades demográficas, e a Campanha Gaúcha, devido à predominante atividade pecuária, apresenta baixas densidades, mas não há áreas despovoadas na região.

Embora a oposição entre as aglomerações urbanas e vazios populacionais, no Sul, não seja tão definido como em outras regiões, os centros urbanos, incluindo Curitiba, Porto Alegre e cidades do Vale do rio Itajaí, apresentam altas densidades populacionais. Os trechos menos populosos do Sul localizam-se na Campanha Gaúcha, pois a atividade econômica dominante é a pecuária extensiva, que emprega pouca mão-de-obra.

## Modo de vida
Na Região Sul existe pobreza, problemas habitacionais, alimentares, educacionais e médico-hospitalares. Ainda assim, quando comparado com outras regiões do Brasil, o Sul se destaca por apresentar as mais elevadas taxas de alfabetização, e a mais elevada expectativa de vida do Brasil. É evidente que, em números absolutos, a Região Sudeste possui a maior quantidade de escolas, hospitais e outros, mas uma avaliação média mostra que o modo de vida sulista é o que mais se aproxima do padrão de um país desenvolvido.